# BYPOL
BYPOL — ініціатива, створена колишніми міліціонерами, які не підтримують режим Лукашенка. Асоціація веде канали YouTube і Telegram, в яких публікує відео, пов'язані з силовиками Білорусі.
Ініціатива виступає проти політики А. Р. Лукашенка, а також не визнає його легітимним президентом. Члени BYPOL вважають обраним президентом Світлану Тихановську.
У Білорусі визнана терористичною організацією та екстремістським формуванням.

## Передумови
9 серпня 2020 в Білорусі почалися масові протести у зв'язку з фальсифікаціями виборів. Під час сутичок поліція застосувала сльозогінний газ, світлошумові гранати, водомети та гумові кулі. Деякі правоохоронці були не згодні з жорсткою політикою, через що подали у відставку.

## Історія
20 жовтня Світлана Тихановська зустрілася з колишніми співробітниками силових структур у Білоруському центрі солідарності у Варшаві. На зустрічі були присутні капітан юстиції Андрій Остапович, майор юстиції Ігор Лабан, старший лейтенант міліції Матвій Купрейчик, лейтенант міліції Володимир Жигар. На цій зустрічі вони заявили про намір створити профспілку силовиків. Світлана Тихановська підтримала створення ініціативи і запропонувала «провести окреме закрите засідання з питання переходу силовиків на бік білоруського народу».
YouTube-канал створено 3 листопада 2020 року.
22 квітня 2021 року суд Залізничного району Гомеля визнав телеграм-канал «BYPOL» екстремістським. Як наслідок, поширення інформації з цього каналу тягне за собою адміністративну відповідальність. 12 січня 2022 року цей же суд визнав Єдину книгу обліку злочинців та інші онлайн-ресурси ініціативи екстремістськими матеріалами.
У листопаді 2021 року МВС визнало BYPOL екстремістською організацією. Створення такого формування або участь у ньому є кримінальним злочином у Білорусі, а наприкінці серпня 2022 року Верховний суд Республіки Білорусь визнав ініціативу та її структурні підрозділи терористичною організацією.
У лютому 2023 року організація взяла відповідальність за атаку на російській літак на авіабазі Мачулищі.
15 лютого 2024 року шістьох засновників BYPOL заочно засудили до тривалих термінів.